# Piano della Contea di Londra
Il Piano della Contea di Londra (in inglese County of London Plan) fu una proposta di pianificazione urbanistica redatta per il Consiglio della Contea di Londra nel 1943 da John Henry Forshaw e Sir Leslie Patrick Abercrombie, con una prefazione di Charles Latham, allora presidente del Consiglio. L'obiettivo principale del piano era quello di indicare le direttrici fondamentali per lo sviluppo e la ricostruzione di Londra, che nei decenni precedenti aveva subito profondi cambiamenti e una crescita disordinata. Il piano fu elaborato in previsione della fine della seconda guerra mondiale e della conseguente ricostruzione, necessaria dopo i danni causati dai bombardamenti e i rilevanti spostamenti della popolazione.

## Storia
Nel contesto della storia della pianificazione urbanistica londinese, le proposte contenute nel Piano della Contea di Londra si collocano in continuità e in evoluzione rispetto a precedenti studi e raccomandazioni. Già nei primi decenni del XX secolo, infatti, erano emerse varie iniziative volte a risolvere i problemi infrastrutturali della capitale. In particolare, nel 1905, la Commissione Reale sul Traffico a Londra (in inglese Royal Commission on London Traffic) aveva individuato la necessità di migliorare i servizi stradali, tranviari e ferroviari, suggerendo, tra l'altro, la creazione di una strada circolare di circa 75 miglia a una distanza di 12 miglia dalla cattedrale di San Paolo.
Successivamente, nel 1937, il Dipartimento per i trasporti pubblicò l'Highway Development Survey, curato da Sir Edwin Lutyens e Sir Charles Bressey, che rappresentò un ulteriore passo avanti nella riflessione sulla mobilità urbana. Questo studio proponeva la costruzione di nuove arterie e il miglioramento degli snodi congestionati, introducendo l'idea di una serie di strade orbitali attorno alla città, alcune delle quali concepite secondo il modello delle parkways statunitensi (ossia ampie strade paesaggisticamente curate, progettate per un traffico a scorrimento veloce, con accesso limitato e intersezioni a livelli sfalsati, spesso riservate esclusivamente al traffico automobilistico privato).
Questi precedenti costituirono un'importante base tecnica e concettuale per le strategie proposte nel Piano della Contea di Londra, che avrebbe affrontato in modo più ampio e sistematico i problemi della ricostruzione e dello sviluppo urbano nel secondo dopoguerra.

## Il Piano

### Mandato
Il Piano si concentrava su cinque principali problematiche, per le quali proponeva soluzioni specifiche:
- congestione stradale
- degrado abitativo
- insufficienza e cattiva distribuzione degli spazi verdi
- commistione disordinata di abitazioni e attività industriali
- espansione incontrollata e suburbanizzazione dei centri rurali circostanti

### Proposte per la rete stradale
Tra le proposte principali contenute nel Piano della Contea di Londra, un ruolo centrale era attribuito alla riorganizzazione del sistema viario attraverso la creazione di strade anulari concentriche attorno alla città. Questa soluzione era finalizzata a deviare il traffico dal centro urbano, ridurre la congestione e migliorare la mobilità complessiva dell'area metropolitana. La realizzazione di tali infrastrutture, tuttavia, avrebbe comportato interventi di grande impatto, anche in zone già colpite dai bombardamenti, e non fu mai concretamente attuata secondo le modalità previste. In particolare, l'anello denominato "C Ring" — il terzo a partire dal centro — avrebbe dovuto comprendere il tracciato dell'attuale South Circular Road. Il progetto di una strada ad alto standard qualitativo non fu realizzato, e la funzione dell'anello venne affidata a una serie di strade esistenti nei sobborghi meridionali, prive delle caratteristiche tecniche originariamente previste.
L'idea di una viabilità orbitale fu successivamente ripresa negli anni sessanta del XX secolo con il progetto delle London Ringways, che rilanciava, seppur con modifiche, l'approccio concepito nel dopoguerra.

### Proposte per la rete ferroviaria

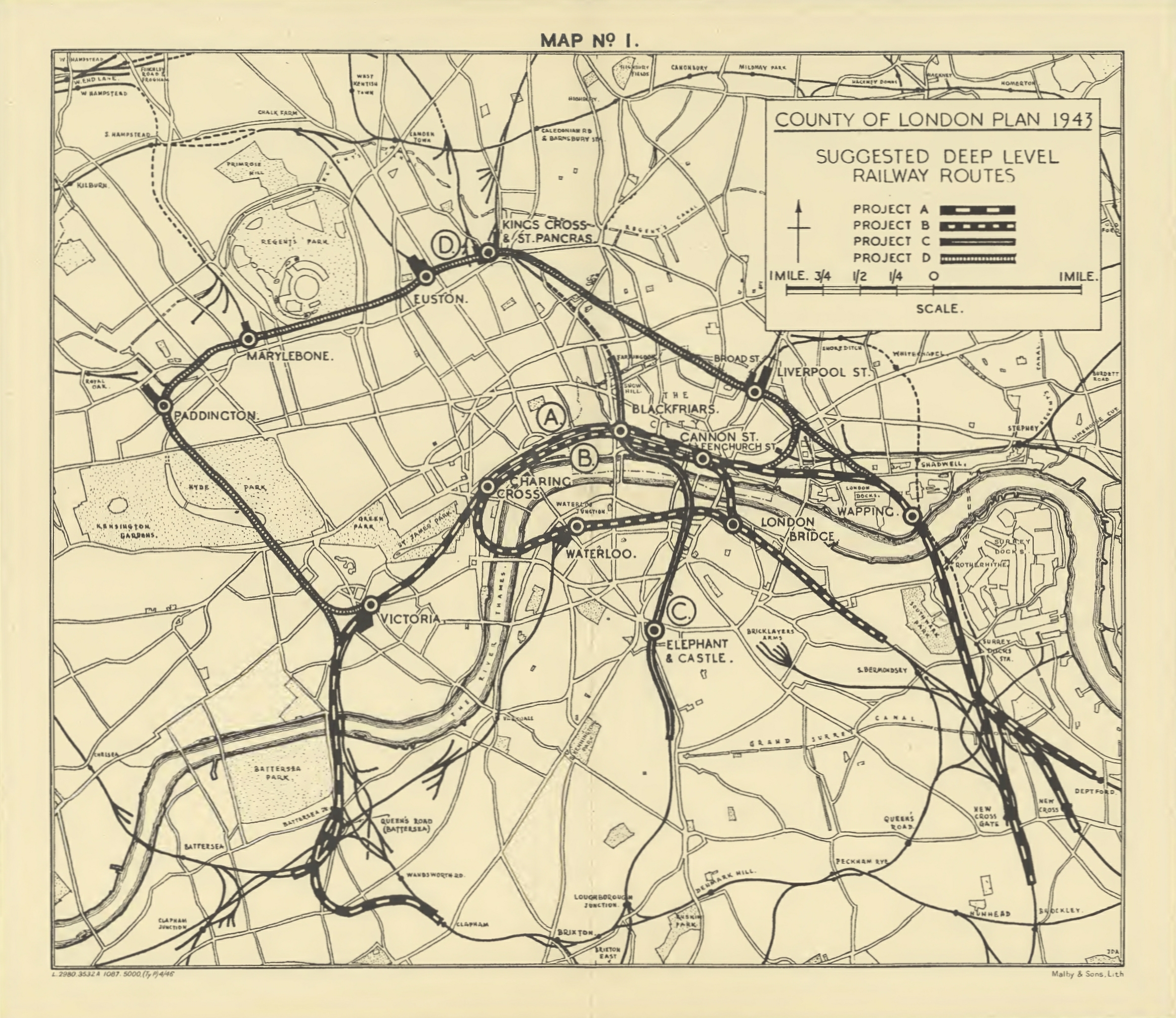
Mappa che mostra le quattro linee ferroviarie sotterranee a grande profondità previste dal Piano della Contea di Londra

Il Piano raccomandava l'elettrificazione di tutte le linee ferroviarie e la rimozione dei tratti in sopraelevate, ponendo come priorità fondamentale l'eliminazione dei ponti ferroviari che attraversano il Tamigi. Si auspicava che la rimozione dei ponti sul fiume permettesse la riqualificazione della South Bank.
Le proposte includevano un sistema altamente ambizioso di tunnel ferroviari a due binari, scavati a forma di anello sotto aree urbane densamente popolate, sufficientemente ampi da poter ospitare treni a lunga percorrenza. Questi tunnel avrebbero fornito un servizio simile a quello della metropolitana, senza tuttavia richiedere il cambio da un treno di linea principale a uno di metropolitana. Di conseguenza, alcune linee della metropolitana sarebbero state trasformate in tratte dedicate esclusivamente al trasporto merci, con particolare riferimento alla porzione settentrionale della linea Circle.
I tunnel ferroviari proposti sarebbero stati i seguenti:
- North Bank Loop: lungo la riva nord del Tamigi, da Battersea a Victoria, Charing Cross, Cannon Street, Shadwell (dove un tratto di linea sarebbe transitato in superficie utilizzando i binari esistenti), per poi proseguire attraverso un tunnel fino a Wapping, Surrey Docks e Deptford. Le diverse stazioni principali sulla riva nord del Tamigi non sarebbero più servite da linee aeree su viadotti e ponti.
- South-east, City and West End Loop: proposto come soluzione per eliminare i ponti ferroviari sul Tamigi e i viadotti associati. Il percorso avrebbe toccato Charing Cross, Cannon Street, Waterloo Junction e London Bridge, emergendo in superficie nei pressi di Surrey Canal, dove si sarebbe connesso alle linee principali esistenti.
- North-South Tunnel: da Herne Hill, a sud, passando per Blackfriars, con collegamento a King's Cross a nord. Le stazioni di Blackfriars e Elephant & Castle sarebbero state sostituite da stazioni sotterranee.
- Northern Arc: collegamento tra Paddington, Marylebone, Euston, King's Cross e Liverpool Street.

Era inoltre prevista la realizzazione di un "Anello Interno" e un "Anello Esterno" destinati esclusivamente al trasporto merci:
- Inner Goods Ring: i segmenti settentrionali dell'Inner Circle (oggi la linea Circle) sarebbero stati convertiti in linea merci esclusiva, con un prolungamento attraverso le zone meridionali di Londra (si cita Battersea) a formare un anello circolare;
- Outer Goods Ring: un arco nelle aree settentrionali di Londra, che si estenderebbe in modo sostanziale a nord e parallelo alla Euston Road. Non è chiaro se questo tratto sarebbe stato a livello del suolo o in galleria, anche se si è fatto cenno a un tunnel sotto il Tamigi presso Greenwich.

Queste proposte sono state oggetto di ulteriori relazioni nel maggio 1946 dal Railway (London Plan) Committee, istituito dal Ministro dei Trasporti di Guerra nel febbraio 1944 e presieduto da Sir Charles Inglis. Il comitato concluse che i costi e i tempi necessari per attuare le raccomandazioni del piano di Londra rendevano irrealizzabili tali progetti in tempi brevi, e che non sarebbe stato possibile realizzarli fino a quando non fosse stata garantita una capacità alternativa adeguata. Tra le quattro proposte centrali, quella sostenuta dal comitato fu il North-South Tunnel. Il rapporto del 1946 raccomandava una dozzina di nuove tratte, per un totale superiore a 100 miglia, con un costo stimato di 230 milioni di sterline e un tempo di realizzazione di almeno 30 anni. Tra queste figurava la "linea 8", da East Croydon a Finsbury Park, con tratti in galleria da Norbury attraverso Streatham, Brixton e la linea Victoria, a eccezione del tratto Victoria-Hyde Park Corner-Bond Street-Euston.